# کرایسلر فیفت اونیو
کرایسلر فیفت اونیو (Chrysler Fifth Avenue) نام یک اتومبیل ساخت شرکت کرایسلر است که در سال‌های ۱۹۸۳ تا ۱۹۹۳ تولید شده‌است.
این خودرو در کلاس خودرو سایز بزرگ قرار گرفته،است.